# Молодость (фильм, 2022)
«Молодость» (якут. Эдэр саас) — комедийно-музыкальная драма якутского режиссёра Дмитрия Давыдова, премьера которой состоялась в сентябре 2022 года. 19 января 2023 года картина вышла в прокат. Она получила высокие оценки критиков.

## Сюжет
Действие фильма происходит в современной Якутии. 40-летний Василий спустя 20 лет возвращается на малую родину, но выясняется, что там ему никто не рад.

## В ролях
- Альберт Алексеев
- Анатолий Стручков
- Елена Маркова
- Павел Ченянов

## Премьера и восприятие
Премьера картины состоялась на Московском кинофестивале 1 сентября 2022 года. 19 января 2023 года «Молодость» вышла в прокат. До этого её относили к самым ожидаемым релизам года.
Один из критиков пишет, что режиссёру удалось создать «притягательный, постоянно трансформирующийся и ускользающий от рационального осмысления живой мир. Образ действительности в картине колеблется между отражением приземленной реальности, мороком и откровением — причем ни одно из этих состояний невозможно зафиксировать здесь и сейчас, ибо они безостановочно переливаются и отражаются друг в друге, порождая несчетное количество смыслов и ассоциаций».
Обозреватель «Газеты.ру» назвал «Молодость» «абсолютным бриллиантом зимнего проката», увидел в ней «прекрасный баланс смешного и печального, живого и отжившего». Андрей Плахов отметил, что «Молодость» «брызжет анархизмом и молодой энергией, полностью отвечая своему названию». По мнению рецензента сайта «Сноб.ру», режиссёр в этом фильме «не дает пути для решения проблемы, а заостряет её — зато делает это с холодным мастерством уровня Михаэля Ханеке».